# Castello Passerin d'Entrèves (Châtillon)
Il castello Passerin d'Entrèves (pron. fr. AFI: [pasørɛ̃ dɑ̃tʁɛv]), chiamato talvolta semplicemente castello di Châtillon, è oggi una "signorile villa moderna privata che domina il borgo di Châtillon.
Il castello, non visitabile e abitato in alcuni periodi dell'anno, fino al 1970 conservava al suo interno l'archivio della famiglia Challant, una delle più influenti della storia valdostana. Il castello è circondato da un parco con alberi monumentali e aperto al pubblico durante i mesi estivi.

## Descrizione
Il castello, trasformato in palazzotto signorile nel XVIII secolo, è uno dei più antichi della Valle d'Aosta, malgrado conservi poco dell'aspetto originario di castello medievale e nulla delle strutture preesistenti sul promontorio. Si presenta come un complesso compatto di pianta rettangolare, con due torri che sporgono a ponente e un'ulteriore struttura a levante, detta torre orientale, per la foresteria e la cappella.
Il castello è inserito in un parco progettato nel Settecento; sono del 1717 il terrazzamento dei terreni, mentre solo nel XIX secolo venne innalzata la cinta muraria intorno al parco.
Sono ottocenteschi anche gli edifici ancellari al castello: le stalle e un rustico per l'abitazione dei custodi furono fatte costruire da Christin Passerin d'Entrèves (1830-1896) là dove sorgeva l'antica torre esagonale di ponente che conteneva l'argano per azionare il ponte levatoio, ponte già demolito nel XVIII secolo. Poco distante si vede la serra, anch'essa della stessa epoca.

### Gli interni
Il castello cela una ricca biblioteca che un tempo custodiva l'archivio degli Challant: la sala, dell'epoca di Giovanni di Challant, presenta soffitti in legno e le pareti decorate da affreschi quattrocenteschi, in particolare una palizzata a intreccio richiama quella dipinta nel cortile del castello di Fénis lungo il ballatoio del secondo piano. L'arredamento è in stile impero e nella sala da pranzo la tappezzeria è a tema napoleonico.
Risalgono al 1502 gli affreschi della cappella di levante, fatti realizzare da Filiberto di Challant per il battesimo di Renato di Challant. La cappella sull'arcata presenta anche l'effigie della Sacra Sindone voluta da Giorgio di Challant-Châtillon nel 1678, per celebrare il passaggio nel castello della sacra reliquia, durante il suo trasferimento da Chambéry a Torino.
Nel 1717, per volere di Paolina Solaro di Govone, vennero realizzati lo scalone a doppia rampa che conduce al piano superiore e il salone d'onore adornato di stucchi. Lo scalone fu successivamente illuminato da una torretta finestrata dopo il 1841.  Nel salone si conservano oggetti d'arte.

### Il parco

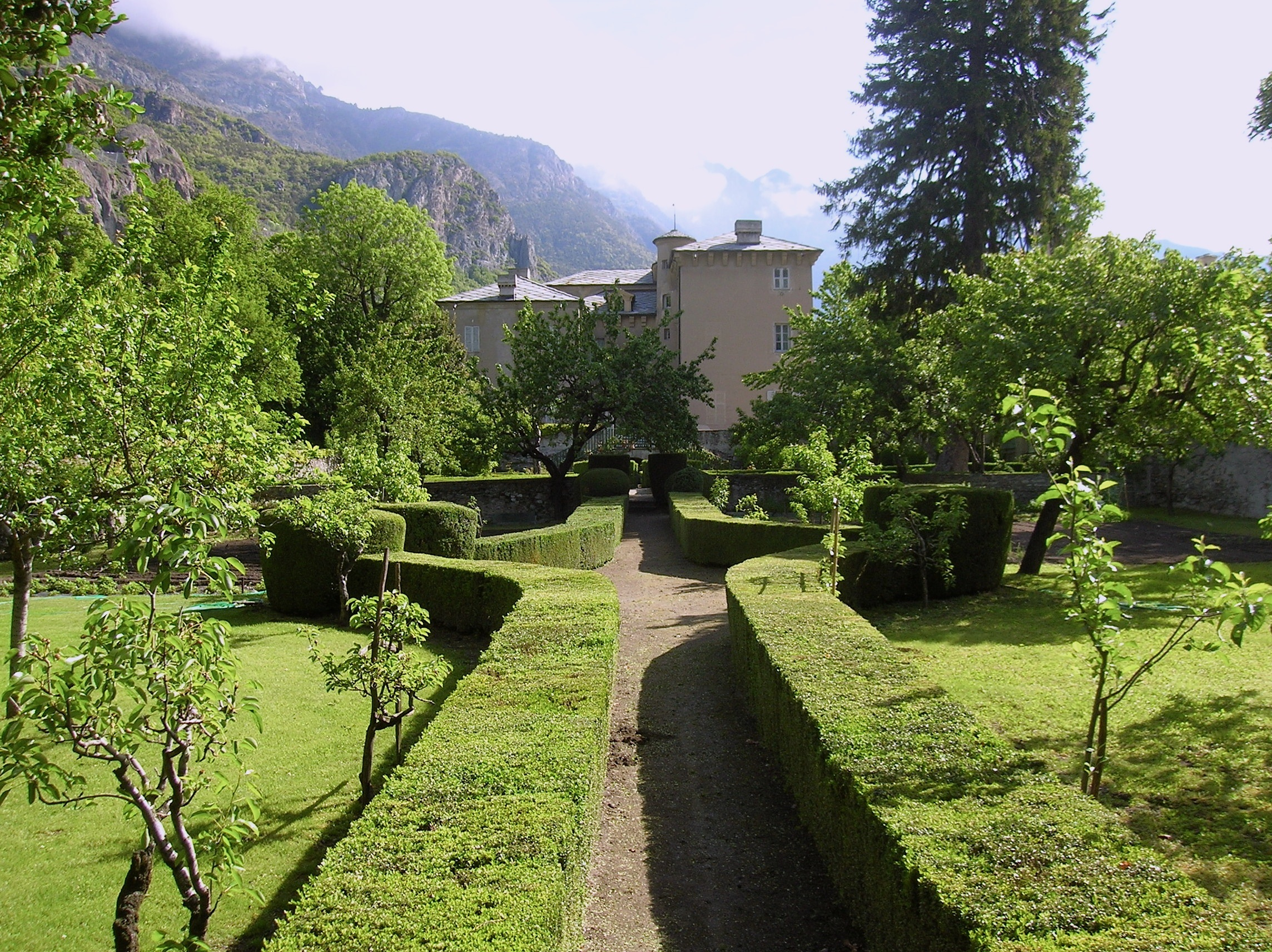
Il parco del castello.

Il parco del castello si estende per una superficie di tre ettari, di cui 2 dal 1996 sono aperti al pubblico durante i mesi più caldi,  grazie a un accordo tra l'attuale proprietaria e l'amministrazione regionale.
Le piante più vetuste risalgono all'epoca di Paolina Solaro di Govone in Challant che le fece piantare all'inizio del XVIII secolo per ripristinare quelle abbattute dai francesi durante le invasioni del 1691 e nel 1704. A questo nucleo principale di alberi si aggiunsero man mano quelli piantati in occasione delle natalità della famiglia. Per interessamento dell'attuale proprietaria sono state dichiarati monumentali ben 33 alberi di 9 specie diverse. 
Nell'ala ad uso privato, il parco conserva l'ultimo giardino alla francese storico rimasto in Valle d'Aosta, voluto dalla stessa contessa Paolina insieme al viale di tigli e faggi.

## Storia

### Le origini
In epoca romana, nello stesso luogo si ergeva una fortezza da cui venne il nome del borgo: Châtillon deriverebbe infatti da Castellio, a sua volta derivato da castrum castellionis. La stessa etimologia la ritroviamo nel nome della famiglia De Castellione che trasformò l'antica fortezza in abitazione; i De Castellione si estinsero intorno all'anno 1000, mentre la loro casaforte fu demolita nel 1200 da Goffredo di Challant.

### Duecento-Trecento
Giuseppe Giacosa fa risalire la costruzione del castello al XIII secolo; in effetti, il castello compare già nella ricognizione dei feudi del 1242.
Il feudo appartenne agli Challant-Châtillon fino alla loro estinzione tra il 1361 e il 1364, quando tornò sotto il controllo diretto del conte di Savoia. Ibleto di Challant acquistò il castello dal conte Verde nel 1366.

### Quattrocento-Cinquecento
Nel 1405 fu ereditato dal figlio di Ibleto, Giovanni di Challant, e secondo Pierre Du Bois e Jean-Baptiste de Tillier fu da questi ricostruito.
Il castello divenne quindi una delle residenze favorite della famiglia degli Challant e in particolare da Francesco di Challant, il quale morì senza lasciare eredi maschi. Nonostante la legge salica, che impediva alle donne di ereditare, Francesco di Challant si fece dare il permesso direttamente dai Savoia per lasciare i vari feudi in eredità alle sue figlie; il castello di Châtillon andò a sua figlia Caterina di Challant, moglie di Pietro d'Introd. 
Gli altri membri maschi della famiglia Challant (dei rami Challant-Aymavilles e Challant-Fénis) impugnarono la decisione e si rivolsero nuovamente al Duca di Savoia, il quale, rimangiandosi la decisione precedente, investì del feudo Giacomo di Challant-Aymavilles e dichiarò stavolta ribelli Caterina e il consorte. Nel 1456 Giacomo di Challant assediò il castello di Verrès e il castello di Châtillon in cui si era asserragliata Caterina, la quale aveva fatto costruire un profondo fossato e una cinta muraria per resistere. A dicembre dello stesso anno, dopo oltre un mese di assedio e la morte del marito caduto in un'imboscata, Caterina si arrese e cedette tutte le sue terre a Giacomo. Le mura erano state demolite, mentre il castello risultò seriamente danneggiato.
Luigi di Challant, figlio di Giacomo e nuovo proprietario del castello, diede il via a numerosi lavori.

### Settecento-Ottocento
La trasformazione del castello in residenza signorile avvenne nel XVIII secolo. 
Nel 1717, ad opera dell'impresario G. Francesia e per volere di Paolina Solaro di Govone, moglie di Giorgio Francesco di Challant, ci fu la terza ricostruzione del castello: furono fatti i lavori di sistemazione dei giardini, con la piantumazione di parte del parco, la creazione del viale d'accesso da via Tollein (per poter arrivare in calesse fino al castello e non più con la scomoda portantina dall'ingresso di ponente) e il terrazzamento dei terreni e vennero realizzati lo scalone e il salone d'onore. 
Nel 1755 un forte terremoto interessò tutta la Valle d'Aosta e danneggiò seriamente il castello. Nel 1769 intervenne quindi l'architetto Giulio Pistono de Mongrado per i lavori di ripristino, e le spese furono tali da obbligare il conte Carlo Francesco Ottavio a ricorrere a un prestito. In quest'occasione il castello subì pesanti modifiche: la foggia medievale sparì sotto gli interventi di de Mongrado che portò avanti una decisa ristrutturazione del complesso, con il rifacimento del tetto e delle mura. Nuovi interventi ingentilirono le sale interne tra il 1773 e il 1793.
Nel 1770 il castello divenne di proprietà di Francesco Maurizio di Challant, ma questi morì subito dopo la nascita del suo unico figlio nel 1796: l'ultimo erede degli Challant, Giulio Giacinto, decedette infante nel 1802, decretando la fine di quella che fu la famiglia più potente della Valle d'Aosta. La madre, Gabriella Canalis di Cumiana, si risposò con il colonnello Amedeo Passerin d'Entrèves nel 1814. Dal 1846 in poi il castello e gli archivi degli Challant divennero eredità dei Passerin d'Entreves.

## Accesso

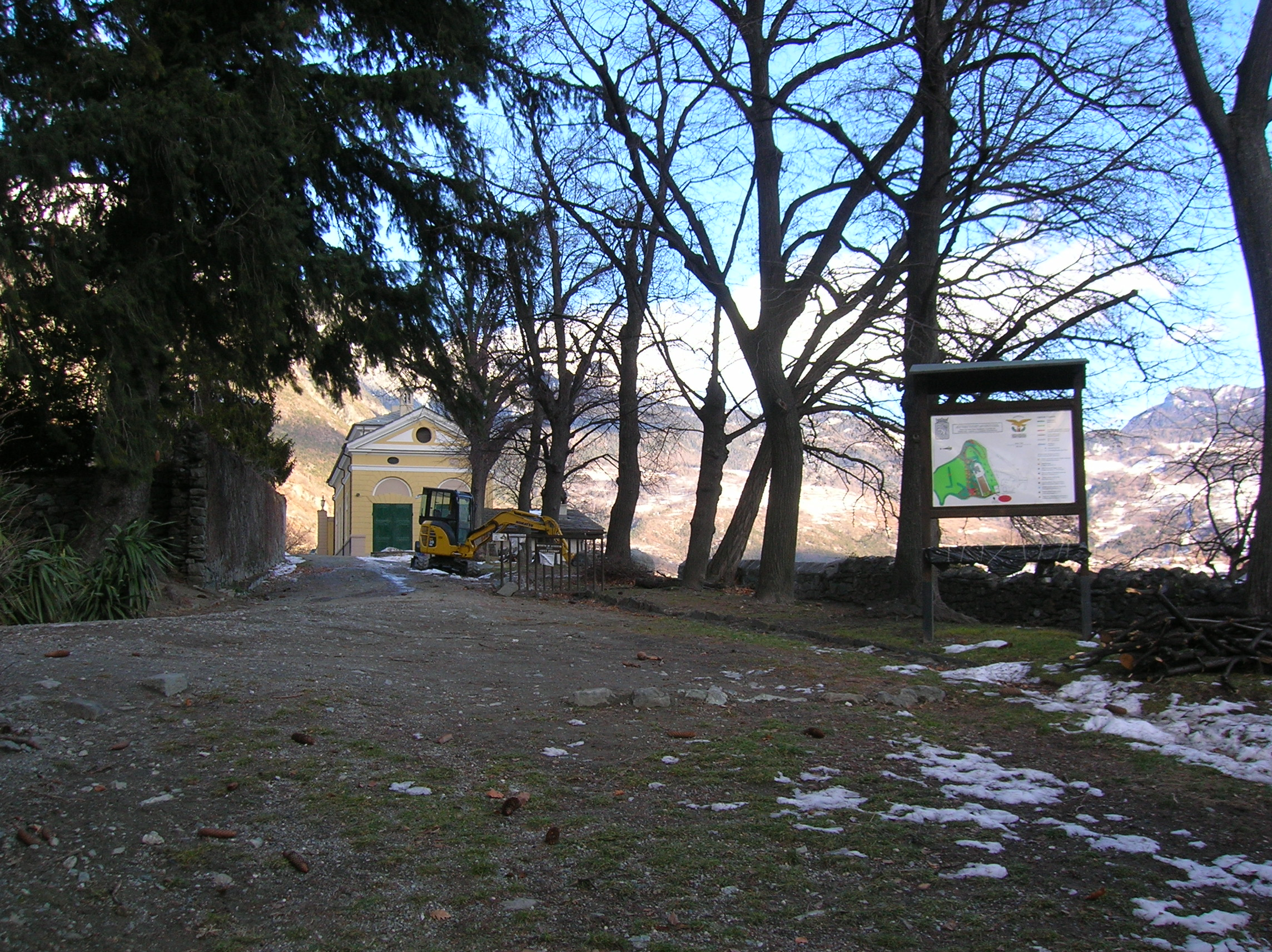
L'accesso dalla via della chiesa San Pietro, in inverno.

Al castello si accedeva un tempo solo tramite una mulattiera che sale proseguendo sulla via della chiesa San Pietro, tra la chiesa parrocchiale dei SS. Pietro e Paolo e il collegio Gervasone, e che corre parallela al Ruisseau de la bourgade, un canale costruito intorno al 1368 per portare l'acqua del Marmore alle numerose industrie locali e alla popolazione del borgo. 
Oggi l'accesso principale del castello è all'incrocio tra la via Tollein e la via Tour de Grange, sul lato sud. L'accesso al parco per i visitatori resta quello sulla strada della via della chiesa San Pietro.